# Lille Bror Söderlundh

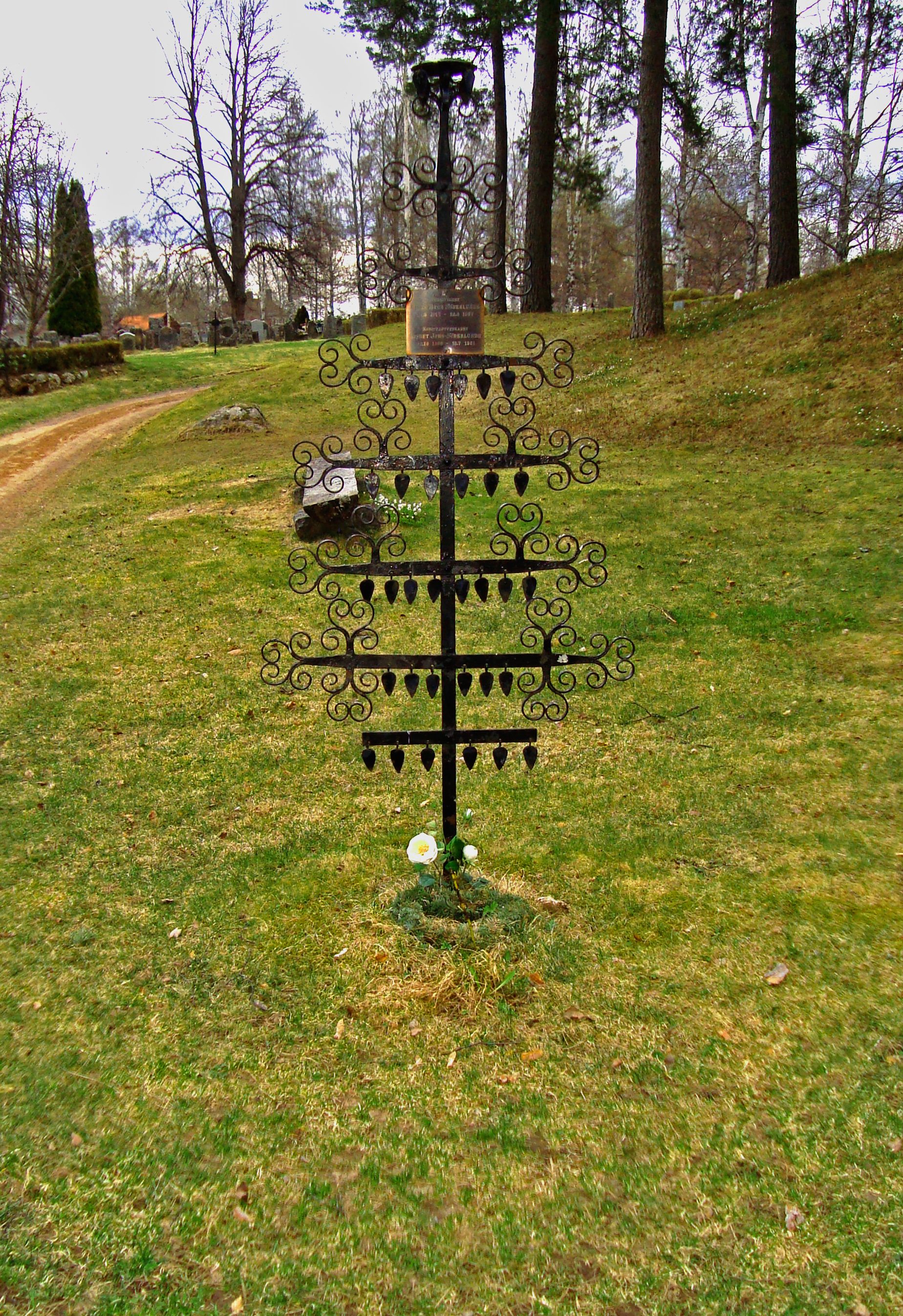
Lille Bror Söderlundhs och Lisbeth Jobs-Söderlundhs grav på Leksands kyrkogård.

Bror Axel "Lille Bror" Söderlundh, född 21 maj 1912 i Kristinehamn, död 23 augusti 1957 i Stockholm (skriven i Västanvik), var en svensk tonsättare, viskompositör och dirigent. 

## Biografi
Lille Bror Söderlundh växte upp i Kristinehamn och Charlottenberg och studerade violin för bland andra Lars Zetterquist och Tobias Wilhelmi, innan han 1934 kom in på Musikkonservatoriet. Han fullföljde aldrig studierna, sannolikt på grund av det genombrott som han fick som vissångare och viskompositör sedan han mött Nils Ferlin i mitten av 1930-talet och börjat tonsätta hans dikter. Berömda är hans tolkningar av När skönheten kom till byn, En valsmelodi och Får jag lämna några blommor till eget gitarrackompanjemang. 
Söderlundh var kapellmästare på Bellmansro 1936–1940 och hos Karl Gerhard i flera revyer, bland annat Gullregn med den berömda revykupletten Den ökända hästen från Troja, där Söderlundh skrivit versmelodin. Han ledde musiken i Taggenrevyerna, men upptecknade och arrangerade också musik åt andra viskompositörer som Evert Taube, Ruben Nilson och Gösta Kullenberg.
Söderlundh var en mångsidig musiker, som skrev för revyscenen, för teatern och för baletten. Han komponerade musik till mer än tjugo spelfilmer. I en porträttkonsert i Konserthusets lilla sal 1944 presenterade han nya sidor av sitt konstnärskap när visorna blandades med rent instrumentala tonsättningar som uruppförandet av Concertino för oboe och stråkorkester, som präglas av en tidstypisk neoklassicism. Söderlundh som viskompositör var det ingen som ifrågasatte, medan de instrumentala tonsättningarna till en början sågs med misstro.
1943 flyttade Söderlundh till Västanvik i Leksands kommun, där han var bosatt fram till sin död. Med konstnärlig intuition såg han värdet i folkmusiken och arrangerade låtar för spelmanslaget. På NK-utställningen med konstnärsfamiljen Jobs 1945 framfördes Tre folkliga valser av musiker i Leksandsdräkt. Söderlundh blev 1948 ledare för Leksands manskör och senare Borganäskören i Borlänge. Han skrev körstycken till texter av diktare som Gunnar Björling, Anna Greta Wide och Maria Wine. Han skrev musik för barn tillsammans med Bertil Almqvist i barnviseboken Vart vägen tar vägen och Lennart Hellsing i barnoperan I annorlunda 1953 och sångspelet Den flygande trumman 1953, men också djupt allvarlig musik vid sidan av schlager och musikaliska skämt. 
Efterhand fördjupade Söderlundh sitt komponerande mot den mer seriösa musiken. Han skrev kammarmusik för olika instrumentkombinationer och flera solokonserter, och blev 1946 ledamot i Föreningen svenska tonsättare. Han fick sitt genombrott som seriös tonsättare med Concertio per violino ed orchestra 1954. Ändå valde han att 1955 bli kommunal musikledare i Borlänge, en uppgift som han hade fram till sin död i hjärtinfarkt 1957.
Han var från 1939 gift med keramikern och textilkonstnären Lisbet Jobs (som var syster till Gocken Jobs och Lisskulla Jobs), och deras barn är Michael Söderlundh och Stina Söderlund.

## Filmmusik
- 1939 – Frun tillhanda
- 1942 – Himlaspelet
- 1943 – Livet måste levas
- 1944 – Kejsarn av Portugallien
- 1945 – Tre söner gick till flyget
- 1945 – Vandring med månen
- 1945 – 13 stolar
- 1945 – Jagad
- 1946 – I dödens väntrum
- 1947 – Tant Grön, Tant Brun och Tant Gredelin
- 1949 – Stora Hoparegränd och himmelriket
- 1949 – Smeder på luffen
- 1950 – När kärleken kom till byn
- 1952 – Mot framtiden
- 1953 – Vägen till Klockrike
- 1953 – Vi tre debutera
- 1954 – Storm över Tjurö
- 1954 – I rök och dans
- 1954 – Karin Månsdotter
- 1954 – Ung man söker sällskap
- 1955 – Sista ringen
- 1955 – Luffaren och Rasmus
- 1957 – En drömmares vandring
- 1957 – Far till sol och vår
- 1960 – På en bänk i en park

## Tonsättningar (urval)
- Söderlundh, Lille Bror; Almqvist, Carl Jonas Love (1942). 12 songes. Stockholm: Bonnier. Libris 1387199
- Jobs, Lisbet; Söderlundh, Lille Bror (1942). Lasse, Lina och Jonas. Stockholm: Alga. Libris 1408957
- Malm, Einar; Söderlundh, Lille Bror; Schewen, Eskil von (1944). Roslagsvisor. Stockholm: Bonnier. Libris 1418683
- Söderlundh, Lille Bror; Ferlin Nils; Nerman, Ture; Martinson Moa (1945). När skönheten kom till byn visor. Stockholm: Bonnier. Libris 8753421
- Söderlundh, Lille Bror (1946). Sorgmantel och andra visor. Stockholm: Bonnier. Libris 1430279
- Söderlundh, Lille Bror; Almqvist, Bertil; Jobs, Lisbet (1949). Sommarbarn : tio barnvisor. Stockholm: Bonnier. Libris 1430278
- Söderlundh, Lille Bror (1949). Sånger och visor för manskör. Stockholm: Bonnier. Libris 1430280
- Nihlén, Gun; Jobs, Lisbet; Söderlundh, Lille Bror (1950). Malgomaj och Nattavind. Stockholm: Rabén & Sjögren. Libris 1411798
- Ferlin, Nils; Söderlundh, Lille Bror; Lindqvist Lasse (1963). Du hjärtans tröst och lilja: 25 visor med musik av Lille Bror Söderlundh .... Stockholm: Bonnier. Libris 917142
- Söderlundh, Lille Bror (1985). Kejsarn av Portugallien balettsvit = (The emperor of Portugallia). Busch. Libris 9789973